# Az 1992. évi téli olimpia magyarországi résztvevőinek listája
Az 1992. évi téli olimpiai játékokon a magyar csapat tagjaként 13 férfi és 11 női sportoló vett részt. Az olimpia műsorán szereplő tizenkét sportág ill. szakág közül hatban indult magyar versenyző. A magyarországi résztvevők száma az egyes sportágakban ill. szakágakban a következő (zárójelben a magyar indulókkal rendezett versenyszámok száma, kiemelve az egyes oszlopokban előforduló legmagasabb érték, vagy értékek):
| Sportág, szakág                | Helyezések száma | Helyezések száma | Helyezések száma | Helyezések száma | Helyezések száma | Helyezések száma | Olimpiai pont | Magyar résztvevő | Magyar résztvevő | Magyar résztvevő |
| Sportág, szakág                | 1.               | 2.               | 3.               | 4.               | 5.               | 6.               | Olimpiai pont | Férfi            | Nő               | Össz.            |
| Alpesisí (8)                   | 0                | 0                | 0                | 0                | 0                | 0                | 0             | 4                | 2                | 6                |
| Biatlon (6)                    | 0                | 0                | 0                | 0                | 0                | 0                | 0             | 5                | 4                | 9                |
| Gyorskorcsolya (6)             | 0                | 0                | 0                | 0                | 0                | 0                | 0             | 1                | 1                | 2                |
| Műkorcsolya (2)                | 0                | 0                | 0                | 0                | 0                | 0                | 0             | 2                | 3                | 5                |
| Rövidpályás gyorskorcsolya (2) | 0                | 0                | 0                | 0                | 0                | 0                | 0             | 1                | 1                | 2                |
| Sífutás (5)                    | 0                | 0                | 0                | 0                | 0                | 0                | 0             | 1                | 1                | 2                |
|                                |                  |                  |                  |                  |                  |                  |               |                  |                  |                  |
| Összesen                       | 0                | 0                | 0                | 0                | 0                | 0                | 0             | 13               | 11               | 24               |

## ABC-rendi bontás
A következő táblázat ABC-rendben sorolja fel azokat a magyarországi sportolókat, akik az olimpián részt vettek. Lásd még: sportágankénti ill. szakágankénti bontás.
| Ábécé szerinti tartalomjegyzék                                                                           |
| --- |
| A, Á B C Cs D Dz Dzs E, É F G Gy H I, Í J K L Ly M N Ny O, Ó Ö, Ő P Q R S Sz T Ty U, Ú Ü, Ű V W X Y Z Zs |

| Sportoló | Sportág, szakág | Versenyszám | Helyezés (elért eredmény) |

## B
| Bereczki Brigitta | biatlon  | női 7,5 km-es sprint          | 61. hely (29:42,6 – 6 lövőhiba)    |
| Bereczki Brigitta | biatlon  | női 15 km-es egyéni indításos | 44. hely (59:18,2 – 5 lövőhiba)    |
| Bereczki Brigitta | biatlon  | női 3 × 7,5 km váltó          | 16. hely (1:31:31,0 – 3 lövőhiba)  |
| Bónis Annamária   | alpesisí | női műlesiklás                | az 1. futamban kiesett             |
| Bónis Annamária   | alpesisí | női óriás-műlesiklás          | 34. hely (2:37,00)                 |
| Bónis Annamária   | alpesisí | női szuperóriás-műlesiklás    | 43. hely (1:37,68)                 |
| Bónis Attila      | alpesisí | férfi műlesiklás              | 37. hely (1:59,02)                 |
| Bónis Attila      | alpesisí | férfi óriásmű-lesiklás        | a 2. futamban kiesett              |
| Bónis Attila      | alpesisí | férfi szuperóriás-műlesiklás  | 56. hely (1:21,10)                 |
| Bozsik Anna       | biatlon  | női 7,5 km-es sprint          | 67. hely (33:44,8 – 4 lövőhiba)    |
| Bozsik Anna       | biatlon  | női 15 km-es egyéni indításos | 66. hely (1:05:47,0 – 10 lövőhiba) |
| Bozsik Anna       | sífutás  | női 5 km                      | 59. hely (18:29,0)                 |
| Bozsik Anna       | sífutás  | női 10 km-es üldözőverseny    | 54. hely (36:39,8)                 |
| Bozsik Anna       | sífutás  | női 15 km-es egyéni indításos | 48. hely (56:46,6)                 |

## C
| Czakó Krisztina | műkorcsolya | női egyéni                    | 23. hely (32,50)                  |
| Czifra Katalin  | biatlon     | női 7,5 km-es sprint          | 65. hely (32:04,4 – 3 lövőhiba)   |
| Czifra Katalin  | biatlon     | női 15 km-es egyéni indításos | feladta                           |
| Czifra Katalin  | biatlon     | női 3 × 7,5 km váltó          | 16. hely (1:31:31,0 – 3 lövőhiba) |

## E
| Egyed Krisztina | gyorskorcsolya | női 500 m  | 32. hely (43,39)   |
| Egyed Krisztina | gyorskorcsolya | női 1000 m | 34. hely (1:27,91) |
| Egyed Krisztina | gyorskorcsolya | női 1500 m | 32. hely (2:21,11) |
| Engi Klára      | műkorcsolya    | jégtánc    | 7. hely (13,6)     |

## F
| Farkas László | biatlon | férfi 10 km sprint           | 82. hely (31:43,6 – 2 lövőhiba)   |
| Farkas László | biatlon | férfi 20 km egyéni indításos | 83. hely (1:10:54,3 – 8 lövőhiba) |
| Farkas László | biatlon | férfi 4 × 7,5 km váltó       | 15. hely (1:32:50,7 – 2 lövőhiba) |

## G
| Géczi Tibor | biatlon  | férfi 10 km sprint           | 38. hely (28:15,5 – 1 lövőhiba)   |
| Géczi Tibor | biatlon  | férfi 20 km egyéni indításos | 55. hely (1:03:56,3 – 4 lövőhiba) |
| Géczi Tibor | biatlon  | férfi 4 × 7,5 km váltó       | 15. hely (1:32:50,7 – 2 lövőhiba) |
| Gönczi Vera | alpesisí | női műlesiklás               | 32. hely (1:55,33)                |
| Gönczi Vera | alpesisí | női óriás-műlesiklás         | a 2. futamban kiesett             |
| Gönczi Vera | alpesisí | női szuperóriás-műlesiklás   | 44. hely (1:37,90)                |

## H
| Holéczy Beatrix | biatlon | női 7,5 km-es sprint          | 66. hely (32:44,5 – 2 lövőhiba)   |
| Holéczy Beatrix | biatlon | női 15 km-es egyéni indításos | 58. hely (1:02:56,5 – 4 lövőhiba) |
| Holéczy Beatrix | biatlon | női 3 × 7,5 km váltó          | 16. hely (1:31:31,0 – 3 lövőhiba) |

## K
| Kaszala Tamara   | rövidpályás gyorskorcsolya | női 500 m                    | 24. hely (52,53)      |
| Kőszáli Pierre   | alpesisí                   | alpesi összetett             | 34. hely (226,57)     |
| Kőszáli Pierre   | alpesisí                   | férfi műlesiklás             | a 2. futamban kiesett |
| Kőszáli Pierre   | alpesisí                   | férfi óriás-műlesiklás       | 42. hely (2:23,36)    |
| Kőszáli Pierre   | alpesisí                   | férfi szuperóriás-műlesiklás | 57. hely (1:21,45)    |
| Kristály Péter   | alpesisí                   | alpesi összetett             | 36. hely (265,18)     |
| Kristály Péter   | alpesisí                   | férfi lesiklás               | 43. hely (2:00,83)    |
| Kristály Péter   | alpesisí                   | férfi műlesiklás             | 43. hely (2:08:06)    |
| Kristály Péter   | alpesisí                   | férfi óriás-műlesiklás       | 56. hely (2:34,38)    |
| Kristály Péter   | alpesisí                   | férfi szuperóriás-műlesiklás | 65. hely (1:23,47)    |
| Kun Bálint Tibor | rövidpályás gyorskorcsolya | férfi 1000 m                 | 25. hely (1:36,86)    |

## M
| Madarász Csaba | gyorskorcsolya | férfi 500 m            | 37. hely (40,41)                  |
| Madarász Csaba | gyorskorcsolya | férfi 1000 m           | 41. hely (1:20,58)                |
| Madarász Csaba | gyorskorcsolya | férfi 1500 m           | 42. hely (2:05,00)                |
| Mayer Gábor    | biatlon        | férfi 10 km sprint     | 69. hely (29:55,6 – 0 lövőhiba)   |
| Mayer Gábor    | biatlon        | férfi 4 × 7,5 km váltó | 15. hely (1:32:50,7 – 2 lövőhiba) |

## O
| Oláh István | biatlon | férfi 20 km egyéni indításos | 80. hely (1:09:08,6 – 7 lövőhiba) |
| Oláh István | sífutás | férfi 10 km sprint           | 100. hely (37:37,7)               |
| Oláh István | sífutás | férfi 15 km-es üldözőverseny | 85. hely (16:47,3)                |

## P
| Panyik János | biatlon | férfi 10 km sprint           | 73. hely (30:13,0 – 3 lövőhiba)   |
| Panyik János | biatlon | férfi 20 km egyéni indításos | 78. hely (1:08:37,7 – 8 lövőhiba) |
| Panyik János | biatlon | férfi 4 × 7,5 km váltó       | 15. hely (1:32:50,7 – 2 lövőhiba) |

## Sz
| Szentpétery Csaba | műkorcsolya | jégtánc | 14. hely (29,0) |

## T
| Tornay Balázs | alpesisí    | férfi műlesiklás             | 38. hely (2:00,52) |
| Tornay Balázs | alpesisí    | férfi óriás-műlesiklás       | 50. hely (2:29,71) |
| Tornay Balázs | alpesisí    | férfi szuperóriás-műlesiklás | feladta            |
| Tóth Attila   | műkorcsolya | jégtánc                      | 7. hely (13,6)     |

## W
| Woodward Regina | műkorcsolya | jégtánc | 14. hely (29,0) |

## Sportágankénti ill. szakágankénti bontás
A következő táblázat sportáganként sorolja fel azokat a magyarországi sportolókat, akik az olimpián részt vettek. Lásd még: ABC-rendi bontás.
| Alpesisí | Biatlon | Gyorskorcsolya | Műkorcsolya | Rövidpályás gyorskorcsolya | Sífutás |

| Versenyszám | Sportoló | Helyezés (elért eredmény) |

## Alpesisí
| alpesi összetett             | Kőszáli Pierre  | 34. hely (226,57)      |
| alpesi összetett             | Kristály Péter  | 36. hely (265,18)      |
| férfi lesiklás               | Kristály Péter  | 43. hely (2:00,83)     |
| férfi műlesiklás             | Bónis Attila    | 37. hely (1:59,02)     |
| férfi műlesiklás             | Kőszáli Pierre  | a 2. futamban kiesett  |
| férfi műlesiklás             | Kristály Péter  | 43. hely (2:08:06)     |
| férfi műlesiklás             | Tornay Balázs   | 38. hely (2:00,52)     |
| férfi óriás-műlesiklás       | Bónis Attila    | a 2. futamban kiesett  |
| férfi óriás-műlesiklás       | Kőszáli Pierre  | 42. hely (2:23,36)     |
| férfi óriás-műlesiklás       | Kristály Péter  | 56. hely (2:34,38)     |
| férfi óriás-műlesiklás       | Tornay Balázs   | 50. hely (2:29,71)     |
| férfi szuperóriás-műlesiklás | Bónis Attila    | 56. hely (1:21,10)     |
| férfi szuperóriás-műlesiklás | Kőszáli Pierre  | 57. hely (1:21,45)     |
| férfi szuperóriás-műlesiklás | Kristály Péter  | 65. hely (1:23,47)     |
| férfi szuperóriás-műlesiklás | Tornay Balázs   | feladta                |
| női műlesiklás               | Bónis Annamária | az 1. futamban kiesett |
| női műlesiklás               | Gönczi Vera     | 32. hely (1:55,33)     |
| női óriás-műlesiklás         | Bónis Annamária | 34. hely (2:37,00)     |
| női óriás-műlesiklás         | Gönczi Vera     | a 2. futamban kiesett  |
| női szuperóriás-műlesiklás   | Bónis Annamária | 43. hely (1:37,68)     |
| női szuperóriás-műlesiklás   | Gönczi Vera     | 44. hely (1:37,90)     |

## Biatlon
| férfi 10 km sprint            | Farkas László     | 82. hely (31:43,6 – 2 lövőhiba)    |
| férfi 10 km sprint            | Géczi Tibor       | 38. hely (28:15,5 – 1 lövőhiba)    |
| férfi 10 km sprint            | Mayer Gábor       | 69. hely (29:55,6 – 0 lövőhiba)    |
| férfi 10 km sprint            | Panyik János      | 73. hely (30:13,0 – 3 lövőhiba)    |
| férfi 20 km egyéni indításos  | Farkas László     | 83. hely (1:10:54,3 – 8 lövőhiba)  |
| férfi 20 km egyéni indításos  | Géczi Tibor       | 55. hely (1:03:56,3 – 4 lövőhiba)  |
| férfi 20 km egyéni indításos  | Oláh István       | 80. hely (1:09:08,6 – 7 lövőhiba)  |
| férfi 20 km egyéni indításos  | Panyik János      | 78. hely (1:08:37,7 – 8 lövőhiba)  |
| férfi 4 × 7,5 km váltó        | Farkas László     | 15. hely (1:32:50,7 – 2 lövőhiba)  |
| férfi 4 × 7,5 km váltó        | Géczi Tibor       | 15. hely (1:32:50,7 – 2 lövőhiba)  |
| férfi 4 × 7,5 km váltó        | Mayer Gábor       | 15. hely (1:32:50,7 – 2 lövőhiba)  |
| férfi 4 × 7,5 km váltó        | Panyik János      | 15. hely (1:32:50,7 – 2 lövőhiba)  |
| női 7,5 km-es sprint          | Bereczki Brigitta | 61. hely (29:42,6 – 6 lövőhiba)    |
| női 7,5 km-es sprint          | Bozsik Anna       | 67. hely (33:44,8 – 4 lövőhiba)    |
| női 7,5 km-es sprint          | Czifra Kathalin   | 65. hely (32:04,4 – 3 lövőhiba)    |
| női 7,5 km-es sprint          | Holéczy Beatrix   | 66. hely (32:44,5 – 2 lövőhiba)    |
| női 15 km-es egyéni indításos | Bereczki Brigitta | 44. hely (59:18,2 – 5 lövőhiba)    |
| női 15 km-es egyéni indításos | Bozsik Anna       | 66. hely (1:05:47,0 – 10 lövőhiba) |
| női 15 km-es egyéni indításos | Czifra Kathalin   | feladta                            |
| női 15 km-es egyéni indításos | Holéczy Beatrix   | 58. hely (1:02:56,5 – 4 lövőhiba)  |
| női 3 × 7,5 km váltó          | Bereczki Brigitta | 16. hely (1:31:31,0 – 3 lövőhiba)  |
| női 3 × 7,5 km váltó          | Czifra Kathalin   | 16. hely (1:31:31,0 – 3 lövőhiba)  |
| női 3 × 7,5 km váltó          | Holéczy Beatrix   | 16. hely (1:31:31,0 – 3 lövőhiba)  |

## Gyorskorcsolya
| férfi 500 m  | Madarász Csaba  | 37. hely (40,41)   |
| férfi 1000 m | Madarász Csaba  | 41. hely (1:20,58) |
| férfi 1500 m | Madarász Csaba  | 42. hely (2:05,00) |
| női 500 m    | Egyed Krisztina | 32. hely (43,39)   |
| női 1000 m   | Egyed Krisztina | 34. hely (1:27,91) |
| női 1500 m   | Egyed Krisztina | 32. hely (2:21,11) |

## Műkorcsolya
| női egyéni | Czakó Krisztina   | 23. hely (32,50) |
| jégtánc    | Engi Klára        | 7. hely (13,6)   |
| jégtánc    | Tóth Attila       | 7. hely (13,6)   |
| jégtánc    | Woodward Regina   | 14. hely (29,0)  |
| jégtánc    | Szentpétery Csaba | 14. hely (29,0)  |

## Rövidpályás gyorskorcsolya
| férfi 1000 m | Kun Bálint Tibor | 25. hely (1:36,86) |
| női 500 m    | Kaszala Tamara   | 24. hely (52,53)   |

## Sífutás
| férfi 10 km sprint            | Oláh István | 100. hely (37:37,7) |
| férfi 15 km-es üldözőverseny  | Oláh István | 85. hely (16:47,3)  |
| női 5 km                      | Bozsik Anna | 59. hely (18:29,0)  |
| női 10 km-es üldözőverseny    | Bozsik Anna | 54. hely (36:39,8)  |
| női 15 km-es egyéni indításos | Bozsik Anna | 48. hely (56:46,6)  |